# Українська католицька церква святої Ольги
Українська Католицька Церква Св. Ольги, що розташована в Пітерборо, Кембриджшир, Англія, Велика Британія, була побудована в 1964 році та названа на честь княгині Ольги. У церкві діє українська місія. Парафіяльним священиком є Роман Бадяк.
Вона є частиною Української греко-католицької церкви та Апостольського Екзархату для українців, одночасно є частиною Католицької Церкви Англії та Уельсі. Церква є частиною католицької парафії Святого Петра і всіх душ, Пітерборо.